# Південна Корея на зимових Олімпійських іграх 2014
Південна Корея на зимових Олімпійських іграх 2014 року у Сочі була представлена 71 спортсменами у 13 видах спорту. Країна здобула 3 золоті, 3 срібні та 2 бронзові медалі.

## Біатлон
Спринт
| Змагання | Спортсмени | Час     | Промахи | Місце |
| -------- | ---------- | ------- | ------- | ----- |
| Чоловіки | Лі Інбок   | 28:35.9 | 0+1     | 82    |
| Жінки    | Мун Джі-Хі | 24:32.0 | 0+1     | 74    |

## Ковзанярський спорт
Чоловіки
| Дистанція | Спортсмен    | Заїзд 1 | Заїзд 1 | Заїзд 2 | Заїзд 2 | Фінал    | Фінал |
| Дистанція | Спортсмен    | Час     | Місце   | Час     | Місце   | Час      | Місце |
| --------- | ------------ | ------- | ------- | ------- | ------- | -------- | ----- |
| 500 м     | Мо Те Бум    | 34.84   | 4       | 34.85   | 5       | 69.69    | 4     |
| 500 м     | Лі Гю Хек    | 35.16   | 12      | 35.48   | 23      | 70.65    | 18    |
| 500 м     | Кім Джун Хо  | 35.43   | 25      | 35.42   | 21      | 70.857   | 21    |
| 500 м     | Лі Ган Сік   | 35.45   | 26      | 35.42   | 22      | 70.87    | 22    |
| 1000 м    | Мо Те Бум    | —       | —       | —       | —       | 1:09.37  | 12    |
| 1000 м    | Лі Гю Хек    | —       | —       | —       | —       | 1:10.049 | 21    |
| 1000 м    | Кім Те Юн    | —       | —       | —       | —       | 1:10.81  | 30    |
| 5000 м    | Лі Син Хун   | —       | —       | —       | —       | 6:25.61  | 12    |
| 5000 м    | Кім Чхольмін | —       | —       | —       | —       | 6:37.28  | 24    |

Жінки
| Дистанція | Спортсмен   | Заїзд 1 | Заїзд 1 | Заїзд 2  | Заїзд 2 | Фінал    | Фінал |
| Дистанція | Спортсмен   | Час     | Місце   | Час      | Місце   | Час      | Місце |
| --------- | ----------- | ------- | ------- | -------- | ------- | -------- | ----- |
| 500 м     | Лі Сан Хва  | 37.42   | 1       | 37.28 OR | 1       | 74.70 OR | 1     |
| 500 м     | Лі Бо Ра    | 38.93   | 20      | 38.82    | 21      | 77.75    | 20    |
| 500 м     | Кім Хен Ен  | 39.19   | 24      | 39,04    | 24      | 78.23    | 24    |
| 500 м     | Пак Син Джу | 39.207  | 26      | 39.11    | 26      | 78.31    | 26    |
| 1000 м    | Лі Сан Хва  | —       | —       | —        | —       | 1:15.94  | 12    |
| 1000 м    | Кім Хен Ен  | —       | —       | —        | —       | 1:18.10  | 28    |
| 1000 м    | Пак Син Джу | —       | —       | —        | —       | 1:18.94  | 31    |
| 1000 м    | Лі Бо Ра    | —       | —       | —        | —       | 1:57.49  | 35    |
| 3000 м    | Кім Бо Рим  | —       | —       | —        | —       | 4:12.08  | 13    |
| 3000 м    | Але Сон Ен  | —       | —       | —        | —       | 4:19.02  | 25    |
| 3000 м    | Ян Сін Ен   | —       | —       | —        | —       | 4:23.67  | 27    |

## Фристайл
Могул
| Змагання | Спортсмени  | Кваліфікація 1 | Кваліфікація 1 | Кваліфікація 1 | Кваліфікація 2 | Кваліфікація 2 | Кваліфікація 2 | Фінал | Фінал | Фінал |
| Змагання | Спортсмени  | Час            | Бали           | Місце          | Час            | Бали           | Місце          | Час   | Бали  | Місце |
| -------- | ----------- | -------------- | -------------- | -------------- | -------------- | -------------- | -------------- | ----- | ----- | ----- |
| Жінки    | Се Чжи Вон  |                | 15.95          | 24             |                |                |                |       |       |       |
| Жінки    | Се Чжон Хва | DNS            | DNS            | DNS            |                |                |                |       |       |       |